# 46-я стрелковая дивизия (2-го формирования)
46-я стрелковая дивизия — войсковое соединение Вооружённых сил СССР, принимавшее участие в Великой Отечественной войне.

## История
Дивизия сформирована в декабре 1941 года в районе Боровичей
В действующей армии во время ВОВ с 10 декабря 1941 по 30 июля 1942 года.
В первые бои дивизия вступила близ Малой Вишеры, в течение декабря 1941 года наступала по направлению Большая Вишера, Ефремово, в конце декабря 1941 года по льду форсировала Волхов и заняла небольшой плацдарм на левом берегу реки в районе деревни Званка. Была снята с плацдарма к началу 1942 года и передислоцирована южнее по Волхову.
13 января 1942 года переправилась через Волхов вместе с 267-й стрелковой дивизией, завязала бои за расширение плацдарма. Продолжая наступление, 15 января 1942 года вступила в бой за деревни Лелявино и Теремец на левом берегу Волхова вместе с 305-й стрелковой дивизией. 24 января 1942 года под ударами 305-й стрелковой дивизией испанская 250-я пехотная дивизия оставила Теремец, и используя её успех, 46-я стрелковая дивизия овладела деревней Тютицы, однако была выбита из неё. В начале февраля 1942 года дивизия была передвинута несколько севернее, и в течение трёх дней, с 9 по 11 февраля 1942 года атакует северные Земтицы, после чего, сдав позиции 259-й стрелковой дивизией, к 12 февраля 1942 года заняла оборону в районе железной дороги Новгород - Чудово юго-восточнее Теремца Курляндского, с целью обороны южной горловины прорыва 2-й ударной армии у Мясного Бора. 20 февраля 1942 года сдала оборонительные позиции 65-й стрелковой дивизии и была подчинена 2-й ударной армии.
21 февраля 1942 года вошла в прорыв 2-й ударной армии у Мясного Бора. Через Теремец Курляндский проследовала к деревне Красная Горка, куда прибыла 23 февраля 1942 года. 26 февраля 1942 года вступила в тяжёлый бой под Красной Горкой. После боёв у Красной Горки в марте 1942 года дивизия была передислоцирована под Коровий Ручей в 7 километрах от Любани, где дивизия попала в окружение, и вела в окружении бои в течение 10 дней; тылы дивизии остались за 15 километров в Радофинникове. 25 марта 1942 года дивизия отошла к Радофинникову.
В мае-июне 1942 года части дивизии участвовали в операции по выводу из окружения 2-й ударной армии. К 25 мая 1942 года, осуществляя запланированный отход, сосредоточилась в районе севернее Новой Керести, для запланированного наступления в направлении Мостков, на соединение с войсками 59-й армии. Преследующий противник смял части дивизии и 26 мая 1942 года выбил части дивизии из Кривино,  27 мая 1942 года -  из Червино. В июне 1942 года вела бои, отступая за реку Кересть, затем за реку Глушица. На 1 июня 1942 года в дивизии ещё оставалось 552 человека командного состава, 424 младшего командного состава и 1454 рядовых.
Из воспоминаний П. А. Чипышева, миномётчика 176-го стрелкового полка
Весь июнь ни на один час не затихал бой. Целыми днями нас бомбили, а ночью обстреливали. Все поле было усеяно воронками. Мелкие воронки залиты водой, а большие — от авиабомб — без воды, и в них, вырыв ниши, сидели солдаты. Вокруг все сожжено, забрызгано болотной грязью, перепахано снарядами и бомбами. Разбиты дороги, разбросаны жерди, рельсы...По обе стороны узкоколейки лежали раненые: не 12 тысяч, как пишут в книгах, а в 3-4 раза больше. Над ними тучами вились мухи, мошки, комары. Продуктов в июне не получали вовсе и ели всё, что придётся: траву, ежей, кожу, ремни. 
19 июня 1942 года остатки дивизии, 25-й и 57-й стрелковых бригад нанесли удар навстречу 25-й кавалерийской дивизии и 29-й танковой бригады, которые наносили удар с внешней стороны кольца, при этом достаточно большая часть из остатков дивизии из кольца вырвались, но коридор закрепить не смогли. Дивизия, оставаясь внутри кольца (штаб дивизии находился там), насчитывала только около 80 активных штыков, которые 21 июня 1942 года вновь участвовали в попытке прорыва, но атака захлебнулась. 23 июня и 24 июня  1942 года дивизия, вернее то, что от неё осталось, вновь пробивается к своим вдоль проложенной узкоколейки вместе с 382-й стрелковой дивизией. Вместе со штабом дивизии намечался выход и А. А. Власова с группой главных штабных работников 2-й ударной армии и ротой охраны штаба, однако сбившись с пути, до штаба 46-й дивизии они не дошли.
Из состава дивизии в последнюю декаду июня 1942 года к своим вышло только 168 человек с Боевым Знаменем. Остатки личного состава дивизии направлены на укомплектование 259-й стрелковой дивизии
30 июля 1942 года расформирована и практически сразу воссоздана 3-м формированием на базе 1-й стрелковой дивизии НКВД

## Состав
- 176-й стрелковый полк
- 314-й стрелковый полк
- 840-й стрелковый полк
- 393-й артиллерийский полк
- 60-й отдельный истребительно-противотанковый дивизион
- 220-я зенитная батарея
- 763-й миномётный дивизион
- 49-й разведывательный батальон
- 40-й отдельный сапёрный батальон
- 66-й отдельный батальон связи
- 36-й медико-санитарный батальон
- 138-я автотранспортная рота
- 299-я полевая хлебопекарня
- 68-й дивизионный ветеринарный лазарет
- 1525-я полевая почтовая станция
- 819-я полевая касса Госбанка

## Подчинение
| Дата            | Фронт (округ)                                              | Армия             | Корпус | Примечания |
| --------------- | ---------------------------------------------------------- | ----------------- | ------ | ---------- |
| 01.01.1942 года | Волховский фронт                                           | 52-я армия        | -      | -          |
| 01.02.1942 года | Волховский фронт                                           | 52-я армия        | -      | -          |
| 01.03.1942 года | Волховский фронт                                           | 2-я ударная армия | -      | -          |
| 01.04.1942 года | Волховский фронт                                           | 2-я ударная армия | -      | -          |
| 01.05.1942 года | Ленинградский фронт (Группа войск Волховского направления) | 2-я ударная армия | -      | -          |
| 01.06.1942 года | Ленинградский фронт (Волховская группа войск)              | 2-я ударная армия | -      | -          |
| 01.07.1942 года | Волховский фронт                                           | 2-я ударная армия | -      | -          |

## Командиры дивизии
- Окулич, Александр Константинович (12.12.1941 - 20.03.1942), генерал-лейтенант;
- Чёрный, Федот Ефремович (21.03.1942 - 01.07.1942), подполковник, с 11.04.1942 полковник (попал в плен 23.08.1942, сотрудничал с РОА);